# Dürftigkeitseinrede
Die Dürftigkeitseinrede bezeichnet im Erbrecht Deutschlands eine Einrede, die der Erbe gegen Pflichtteils-, Vermächtnis- und sonstige Ansprüche und Forderungen von Gläubigern erheben kann. Dies ist möglich, wenn der Nachlass noch nicht einmal die Kosten einer Nachlassinsolvenz bzw. einer Nachlassverwaltung decken kann. Dies kann beispielsweise in dem Umstand liegen, dass der Nachlass überschuldet ist, aber auch darin, dass der einzige Nachlassgegenstand nicht sinnvoll der Verwertung zugeführt werden kann. Die Einrede ist in § 1990 des Bürgerlichen Gesetzbuches geregelt.
Die Regelung der Einrede ermöglicht es dem Erben eine Haftungsbeschränkung zu erreichen, die er ansonsten nur mittels der Nachlassverwaltung oder der Nachlassinsolvenz erreichen kann. Die Kosten der Verfahren müsste er dann allerdings zunächst tragen.